# Securiflustra bifoliata
Securiflustra bifoliata är en mossdjursart som först beskrevs av Jean-Loup d'Hondt 1981.  Securiflustra bifoliata ingår i släktet Securiflustra och familjen Flustridae. Inga underarter finns listade i Catalogue of Life.